# Situla pelliculosa
Situla pelliculosa är en sjöpungsart som beskrevs av Vera Mikhaylovna Vinogradova 1969. Situla pelliculosa ingår i släktet Situla och familjen Octacnemidae. Inga underarter finns listade i Catalogue of Life.